# Гангут (линейный корабль, 1825)
«Гангу́т» — 84-пушечный парусный линейный корабль 2 ранга Российского императорского флота.

## История службы
Корабль «Гангут» был заложен 8 (20) августа 1822 года Главном адмиралтействе Санкт-Петербурга. После спуска на воду 19 сентября (1 октября) 1825 года вошёл в состав Балтийского флота России. Строительство вёл корабельный мастер И. В. Курепанов.
В 1827—1828 годах участвовал в операциях русской эскадры в Средиземном море. Экипаж корабля геройски действовал в Наваринском сражении. В этом сражении в экипаже погибли 14 матросов, получили ранения 8 офицеров и 29 нижних чинов).
В 1832—1834 годах тимберован (К. А. Глазырин).
В 1854—1856 годах тимберован вторично с переделкой в парусно-винтовой корабль (П. И. Мордвинов). Также перевооружён на 32 60-фунтовые пушки конструкции Н. А. Баумгарта образца 1855 года. Последний раз находился в кампании в 1863 году.
Исключён из списков балтийского флота в 1871 году.

## Командиры корабля
Командирами корабля «Гангут» в составе Российского императорского флота в разное время служили:
- А. П. Авинов (1827—1828 годы);
- И. Я. Захарьин (1829—1834 годы);
- М. А. Лавров (1836—1846 годы);
- А. Т. Александровский (1849—1850 годы);
- П. А. Шевандин (1857—1858 годы);
- М. О. Дюгамель (1859—1860 годы);
- О. П. Пузино (1861 год);
- капитан 1-го ранга Ф. Г. Стааль (с 1862 года до 8 (20) апреля 1863 года)[5];
- капитан 1-го ранга И. П. Панафидин (с 8 (20) апреля 1863 года)[5];
- П. Н. Аболешев (1864—1865 годы);
- капитан 1-го ранга В. Ф. Мейснер (14.10.1868—1871 годы).